# HMS Engadine (1911)
HMS Engadine – okręt-baza wodnosamolotów z okresu I wojny światowej.

## Historia
Okręt został oryginalnie zbudowany jako prom pływający na linii Folkestone–Buologne przez William Denny and Brothers. Został zwodowany 23 września 1911 roku i nazwany imieniem doliny Engadyna w Szwajcarii.
„Engadine”, wraz z siostrzanymi HMS „Riviera” i HMS „Empress”, został przejęty przez Royal Navy w 1914 roku, a następnie zmodernizowany w Chatham Dockyard. Podczas budowy wymieniono rufowe kominy na dźwigi i hangar, dzięki czemu okręt mógł przenosić cztery wodnosamoloty Short 184. Okręt nie posiadał pokładu startowego; samoloty były spuszczane na dół do morza w celu wystartowania, a następnie podnoszone z wody po wylądowaniu.
Jego samoloty brały udział w nalocie na Cuxhaven w 25 grudnia 1914 roku. Po nieudanym nalocie „Engadine” został przekazany Cunnard Steamship Company, gdzie przeprowadzono dalsze modyfikacje, zastępując między innymi tymczasowe, płócienne hangary stałymi hangarami z solidnymi ścianami.
Po powrocie do służby okręt stacjonował w Granton od lipca do października 1915 roku, a następnie został włączony do Battle Cruiser Fleet (BCF) stacjonującej w Forsyth. Służba „Engadine” jako okrętu lotniczego BCF trwała do końca 1917 roku.
Podczas bitwy jutlandzkiej jeden z jego wodnosamolotów, pilotowany przez porucznika Fredericka S. Rutlanda i jego obserwatora G.S. Trewina, przeprowadził zwiad powietrzny niemieckiej floty. Był to pierwszy przypadek w historii, kiedy samolot przeprowadził zwiad nieprzyjacielskiej floty w akcji. Pod koniec bitwy „Engadine” uratował załogę uszkodzonego HMS „Warrior”, przed wzięciem go na hol. W późniejszym okresie wojny „Engadine” służył na Morzu Śródziemnym. 
W grudniu 1919 roku został sprzedany z powrotem swoim pierwotnym właścicielom South Eastern and Chatham Railway. W następnych latach statek został sprzedany Southern Railway (1923), wyczarterowany Instone Line (1932) i sprzedany Fernandez Hermanos Inc. w 1933 roku.
W 1941 roku nazwa statku została zmieniona na SS „Corregidor” i służył na Filipinach. 17 grudnia 1941 roku statek, mający na swoim pokładzie 1200 pasażerów uciekających z Manili, został zatopiony w pobliżu Corregidoru przez minę, najprawdopodobniej postawioną przez japoński okręt podwodny I-124. Amerykańskie kutry typu PT; PT-32, PT-34 i PT-35 uratowały 282 rozbitków, z których siedmiu zmarło później w wyniku odniesionych ran.